# ゴーストリコン アドバンスウォーファイター
『トム・クランシーズ ゴーストリコン アドバンスウォーファイター』(Tom Clancy's Ghost Recon: Advanced Warfighter、)は、ユービーアイソフトから発売されたトム・クランシー作、ゴーストリコンシリーズとなる6作品目のゲームソフトである。家庭用ゲーム機とPCで発売され、PlayStation 2では2006年9月28日に。Xbox 360では2006年6月29日に。PCでは2006年5月3日に発売された。
通称GRAW（グラウ）。また、公式サイトのアドレスでも判るように、当初はGHOST RECON 3（ゴーストリコン3）というタイトルだった。

## 概要
本作は、PS2, Xbox, Xbox 360, Windowsのマルチプラットフォームで発売されているが、ストーリーの大枠は同一であるもののプラットフォームの違いに応じてゲームシステムが異なっている。現時点では日本語版のWindowsソフトは発売されていない。
また、Steam版のすべての言語でも、日本からは購入できないようにするため、Storeページにアクセスできないようにされている。　ただし、コミュニティーの活動のみ閲覧できる

### 各機種
PlayStation 2/Xboxバージョン
PS2バージョン及び日本では未発売となっているXboxバージョンは、ユービーアイソフト・上海スタジオが製作している。命令を下せるゴースト部隊の人数が1名に削減されており、クロスコムシステムや戦術マップなどが省略されているなど他のバージョンと比較して多くの要素が省かれている。またさらにPS2バージョンはXboxバージョンより若干省略されており、ステージ構造が若干省略され、Xboxバージョンでは車両の窓ガラスを撃つと窓ガラスが割れるがPS2バージョンは割れない。また車両の破壊もXboxバージョンでは爆破しても残骸で残るが、PS2バージョンでは残骸で残らず、爆破して不自然に木っ端微塵となって消える。
Xbox 360バージョン
Xbox 360バージョンは、シングルキャンペーンモードをユービーアイソフト・パリスタジオが、マルチプレイヤーモードをレッド・ストーム社が製作している。ゲームエンジンには内製のYETI Engineを利用している。三人称視点を基本に据えている。
Windowsバージョン
Windowsバージョンは、スウェーデンのゲーム開発会社であるGRIN社により製作されている。ゲームエンジンには内製のGRIN Diesel Engineを利用している。戦術マップが詳細化され、またXbox 360と同じく3人のゴースト部隊の隊員に命令を出しつつ進めていくものの、Xbox 360版とは異なり隊員一人一人に異なった命令を出せるなど、最も戦術的な要素が強いものとなっている。一人称視点である。

## ストーリー

### A.D. 2013　メキシコ
2013年、北米安全保障協定締結のための会議が開かれているメキシコ。ニカラグア軍とメキシコ軍が不正取引を行っていることが判明し、ゴーストリコン部隊が出動するが、折りしも首都メキシコシティでクーデターが勃発する。各国大統領を救出し、クーデター首謀者の野望を挫くため、ゴーストが奔走する。

2013年、安全保障政策を統一し、国境をまたいだ麻薬や武器の密輸、テロリストの移動に対抗するため、カナダ首相とバランタイン米大統領はメキシコシティを訪れ、メキシコのルイス＝ペーニャ大統領と首脳会談を行い、北米共同安全保障協定（NAJSA）と呼ばれる条約に署名した。
時を同じくして、スコット・ミッチェル大尉率いるゴーストチームが、ニカラグアで撃墜されたスパイ機から持ち出された無線通信を妨害する電子戦装置ガードレールIXを回収するため、メキシコに派遣される。 
しかし、同国でクーデターが起こり、連れ去られたバランタインとルイス＝ペーニャの居場所を突き止め、彼らを救出するため、ゴーストの司令官ジョシュア・キーティング将軍はガードレールIX回収作戦を中止せざるを得なくなる。
ゴーストは2人のVIPを救出したものの、バランタインは敵の対空砲台が撤去されるまで市内の空港で待機することを余儀なくされる。一方、反乱軍がアメリカ大使館に押し入りルイス＝ペーニャを殺害しようと試みたが、ゴーストによって阻止される。
報道により、クーデターはオンティベロス将軍とその息子カルロス・オンティベロス大佐率いるアギラ7と呼ばれる特殊作戦グループが主導していることが確認される。
秩序を取り戻すため、ルイス＝ペーニャは米軍の介入を許可し、マーティン少将の命を受けたミッチェルは、市街地への進路を確保するため、対空砲台を無力化し、チャプルテペック城を襲撃し、最終的には反乱軍の装甲車両と戦うためにメキシコ政府に供与されたM1A2エイブラムス戦車の一部を確保する。 
しかし、戦車の確保中にアギラ7がバランタインを待ち伏せして彼を捕らえたため、ミッチェルは市内の捜索活動を余儀なくされた。
アメリカ大統領は救出したものの、キーティングはミッチェルとゴーストに、反乱軍が盗み出した「フットボール」を回収するよう命じるが、米軍間の通信はガードレールIXによって監視、妨害されていた。
ミッチェルはゾカロ・プラザに押し寄せる連合軍を支援し、ブラックホークパイロットのマーティンを救出する。 
キーティングはバランタインに、反乱軍が米国のICBMを制御するため、ガードレールIXの要素を使ってNORADをハッキングしていることを伝える。ミッチェルはその後、パラシオ・ナシオナルへの最後の追い込みに協力するよう命じられ、ガードレールIXの最後のコンポーネントを破壊し、最終的にはオンティベロス将軍が逃亡する前に捕らえるのを支援したが、奪われた「フットボール」を見つけることはできなかった。
カルロスはマーティンのブラックホークをハイジャックし、その過程で彼を殺害したため、ミッチェルはすぐにカルロスが「フットボール」を持っていることを知る。 ミッチェルと彼のチームはアギラ7の残党に打ち勝ち、カルロスの殺害に成功し、「フットボール」を回収する。 
チームが脱出の準備を進める中、バーンズ中尉は米軍内に裏切り者がいるとの疑いを確認し、ニュース映像を通じて、NAJSAに反対する退役米陸軍大将がオンティベロスにガードレールIXへのアクセス権を与えていた張本人であることを明らかにする。

## 登場武器
登場武器には近現代武器と現代武器が登場している。
アサルトライフル
- SCAR-L Carbine
  - SCAR-LCQC
  - SCAR-H
- T-95
- 36K Carbin
- AK-47
- A4 Rife
- M468-SD
- M8 Carbin
- MR-C
- SA-80

軽機関銃
- MG21
- M60
- MK48 LMG
- T-95 LMG

グレネード搭載アサルトライフル
- A4 Rife/M320
- M468-SD/M320
- M8/M320
- SA80/M320
- MR-C/AGL
- SCAR-H/EGLM
- SCAR-C/EGLM
- SCAR-LCQC/EGLM
- T95/M320

スナイパーライフル
- SR A550
- KJY-88 Sniper
- M107 Sniper
- PSG-1
- SR 25 Sniper

サブマシンガン
- MP5SD

ピストル
- M9
- M9SD

## 配信された追加コンテンツ
Tom Clancy's Ghost Recon Advanced Warfighter Chapter 2
数多くの武器やマップが入った追加コンテンツ。マイクロソフトポイントは1200必要。